# Comuna Stanîmîr, Peremîșleanî
Stanîmîr (în ucraineană Станимир) este o comună în raionul Peremîșleanî, regiunea Liov, Ucraina, formată din satele Hanacivka și Stanîmîr (reședința).

## Demografie
Componența lingvistică a comunei Stanîmîr
     Ucraineană (99,91%)
Conform recensământului din 2001, majoritatea populației comunei Stanîmîr era vorbitoare de ucraineană (99,91%), existând în minoritate și vorbitori de alte limbi.